# Hörereignis
Mit dem Begriff Hörereignis wird beschrieben, wie ein physikalisches Schallereignis von einem Menschen subjektiv wahrgenommen wird. Das Hörereignis wird räumlich, zeitlich und spektral durch subjektive Empfindungsgrößen, wie z. B. Klangfarbe, Durchsichtigkeit, Raumeindruck, Lautheit usw. beschrieben. Der Zusammenhang von Schallereignis (Reiz) und Hörereignis (Empfindung) ist komplex. Beide Größen können nicht gleichgesetzt werden.
Dieser Terminus wurde von Jens Blauert (Lehrstuhl für Allgemeine Elektrotechnik und Akustik der Fakultät für Elektrotechnik der Ruhr-Universität Bochum) im Jahre 1966 eingeführt, um eine saubere begriffliche Trennung vom Schallereignis zu gewährleisten. Ein Hörereignis ist der auditive Wahrnehmungsgegenstand.
Hörereignisse sind der zentrale Untersuchungsgegenstand der Psychoakustik. Untersucht wird hierbei in Hörversuchen insbesondere der Zusammenhang zwischen physikalischen Größen, z. B. Schallfeldgrößen, und den entsprechenden Wahrnehmungen (psychoakustische Empfindungsgrößen) von Versuchspersonen. Hieraus lassen sich wiederum Rückschlüsse auf die Verarbeitungsmethoden des menschlichen Gehörs ziehen.
Aspekte der Untersuchungen von Hörereignissen können sein:
- Kommt es zu einem Hörereignis?
 Ist ein bestimmter Schall wahrnehmbar?
 → Bestimmung von Wahrnehmungsschwellen, wie Hörschwellen, Mithörschwellen usw.
- Welchen Charakter hat ein Hörereignis?
 → Bestimmung von Lautheit, Tonheit, Klang, Rauhigkeit (Akustik), Schwankungsstärke
- Wie ist der räumliche Eindruck des Hörereignisses?
 → Bestimmung von Lokalisation, Lateralisation, Hörereignisrichtung, Hörereignisort, Halligkeit
- Wann kommt es zu unterschiedlichen Hörereignissen?
 Wie hoch sind die Auflösungsmöglichkeiten des Gehörs?
 → Bestimmung von Unterschiedsschwellen, wie Just Noticable Difference (JND).

## Beziehungen zwischen Schallereignissen und Hörereignissen
Schallereignisse können durch physikalische Größen wie beispielsweise Schallfeldgrößen beschrieben werden, während Hörereignisse durch psychoakustische Empfindungsgrößen beschrieben werden können. Nachfolgend sind einige physikalische Größen zur Beschreibung eines Schallereignisses und verwandte psychoakustische Empfindungsgrößen zur Beschreibung des entsprechenden Hörereignisses einander gegenübergestellt. Es besteht jedoch keine eindeutige Zuordnung zwischen diesen Größen. Beispielsweise hängt die Lautheit nicht alleine vom Schalldruckpegel ab, sondern unter anderem auch vom akustischen Spektrum.
| Schallereignis            | Hörereignis                                                        |
| ------------------------- | ------------------------------------------------------------------ |
| Schalldruckpegel          | Lautheit                                                           |
| Frequenz                  | Tonheit                                                            |
| Spektrum                  | Klangfarbe                                                         |
| Position der Schallquelle | Lokalisation der Schallquelle, Hörereignisrichtung, Hörereignisort |